# Julia Figueroa
Julia Figueroa, född 7 april 1991, är en spansk judoutövare.
Figueroa tävlade för Spanien vid olympiska sommarspelen 2020 i Tokyo. Hon besegrade Gulkader Senturk i den första omgången i extra lättvikt, men blev därefter utslagen i den andra omgången av Shira Rishony. Hon tävlade i samma viktklass vid olympiska sommarspelen 2016 i Rio de Janeiro.